# Don Giovanni (film 1916)
Don Giovanni è un cortometraggio del 1916 diretto da Edoardo Bencivenga.